# Mont Viso

El mont Viso, o el Viso (en toscà: Monviso, en occità: Mont Vísol o Vísol), que arriba als 3.841 metres, és un dels cims més alts dels Alps italians i el punt més alt dels Alps Cotians. Es troba al Piemont, a prop del Queiràs i del naixement del Po.

## Toponímia
El seu nom Viso potser prové de Vesulus o Vesulo, és a dir, 'muntanya visible'. A la banda italiana, la seua majestuosa i imposant piràmide sembla aparéixer del no-res, i això fa que la seua silueta siga visible i fàcilment recognoscible a gran distància.

## Geografia

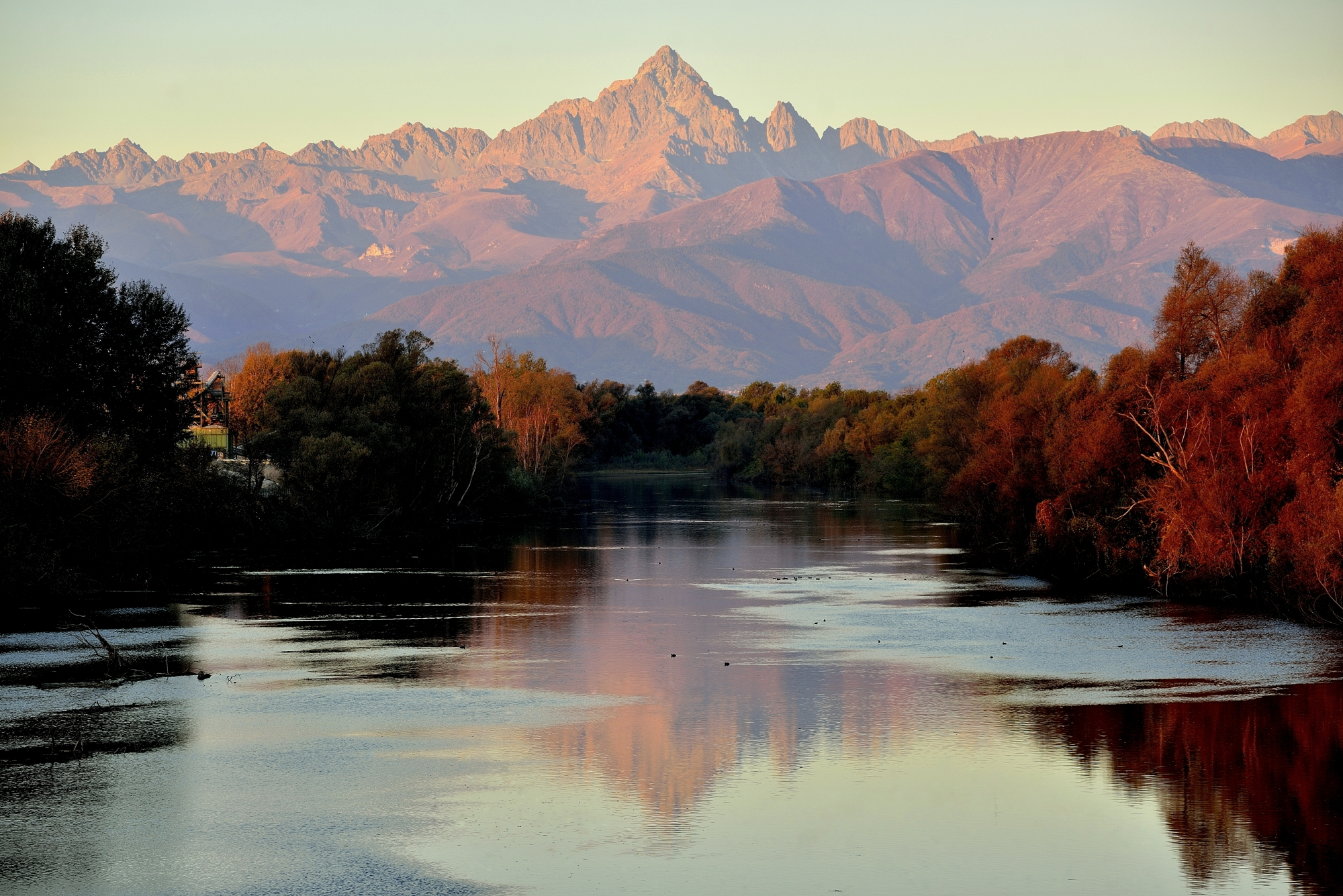
Mont Viso, a Pancalieri. Octubre 2017

### Localització, topografia
El mont Viso està envoltat per la vall del Po al nord i a l'est, i per la vall Varacha (vall Varaita) a l'oest.
Des de la seua altura, domina els Alps Cotians, un subconjunt inclòs entre els passos fronterers de mont Cenis i Larche, entre els Alps de Graies al nord i els Alps Marítims al sud.
El Viso destaca per damunt dels cims circumdants, i els sobrepassa més de 500 metres. El segon cim més alt de l'àrea és el l'Agulla del Chambeyron, de 3.412 metres. Només el Massís dels Escrinhs hi rivalitza en altitud, a més de 60 quilòmetres.
Als seus peus, al Pian del Re (2.020 m), a la vall del Po, al municipi de Criçòl, flueix el Po, el riu més llarg de la península Itàlica, alimentat per glaceres (ara en retirada) i innombrables llacs als peus del mont Viso, amb un cabal relativament estable.

### Geologia
Geològicament, el mont Viso és un batòlit de roca verda.
El jaciment és reconegut geològicament perquè és un lloc privilegiat per a l'observació d'ofiolites, roques de l'escorça oceànica que originaren els Alps, i testimonien les subduccions prèvies a la col·lisió. El pilar del mont Viso està format sobretot per basalt metamorfosat i eclogita.

### Clima
Per la seua geomorfologia i posició, el mont Viso sembla “atraure" la boira de la plana del Po. Molt sovint, la muntanya es troba ennuvolada des de darrera hora del matí, fins i tot els dies en què fa bo.

## Història
Més avall, als vessants del Viso hi hagué una pedrera de jade neolítica, entre 2.000 i 2.400 metres d'altitud. El seu pic d'explotació es calcula al 5000 abans de la nostra era. La jadeïta s'utilitzava per a fer destrals cerimonials, que es troben arreu d'Europa occidental.
No gaire lluny hi ha la resclosa del Viso, el primer túnel excavat sota els Alps, a la fi del segle xv, entre 2.915 i 2.900 m sobre el nivell de la mar (galeria inclinada cap al vessant del Piemont). Realitzat a iniciativa de Ludovic II de Saluça per a connectar el seu marquesat amb el Delfinat i assegurar la ruta de la sal de l'Estany de Bèrra, aquest projecte, presentat al Parlament de Grenoble, rebé l'ajut del rei Lluís XI, del marqués de Montferrat i del senyor de la Provença. Acabat l'any 1480, després de dos anys d'obres, amb una longitud de 75 metres, permetia el pas d'una mula i d'una persona doblegada, i encara és transitable hui. Va permetre evitar el difícil Coll de la Traversette, a una altitud de 2.947 metres, reduir en tres dies el trajecte de Grenoble a Saluzzo, evitant el Ducat de Savoia, que aleshores controlava el Pas del Mont-Cenis, i escurçar significativament la ruta de la Provença a Torí en comparança amb el Pas de Montgenèvre.
El primer ascens cert del mont Viso el van fer William Mathews, Frederick William Jacomb, Michel Croz i Jean-Baptiste Croz el 30 d'agost del 1861. Menys d'un any després, el 4 de juliol del 1862, Francis Fox Tuckett en va repetir la gesta, acompanyat dels guies Michel Croz de Chamonix, Peter Perren de Zermatt i Bartolomeo Peyrot de Bobbio Pellice, el primer italià a assolir aquest cim. El 1863, l'ascens victoriós de Quintino Sella i els guies de la Vall Varaita Giovanni Battista Abbà, Raimondo Gertoux i Giuseppe Bodoino, faria possible la fundació del Club Alpí Italià per Quintino Sella. L'any 1879, Paul Guillemin i André Salvador de Quatrefages n'escalaren la cara nord-oest. El vessant oriental fou escalat per primera volta per Guido Rey en companyia del guia Antonio Castagneri l'abril del 1887 mentre que la cara nord-est l'escalaria el mateix Guido Rey l'any 1898. Aldo Bonacossa va fer l'ascens directe de la cara nord-oest del mont Viso amb L. Binaghi i Vitale Bramani el 1931.
Les investigacions realitzades per Olivier Joseph, Paul Billon-Grand, Eugenio Garoglio i Alexandre Nicolas, sobretot en els arxius del Servei històric de Defensa, van permetre comprendre l'abast del treball realitzat sobre el terreny pels oficials geogràfics als segles XVIII i XIX. Segons ells, es feren dues ascensions al mont Viso abans de la “primera" de William Matthews, com a part de les operacions de prospecció topogràfica del territori del Delfinat ordenades per l'Estat Major el 1751: la primera pels transportistes encarregats de muntar els equips per a la construcció dels senyals per a les triangulacions; i la segona pels enginyers cartogràfics per a la realització de les seues prospeccions.

## Activitats

### Senderisme i alpinisme

#### Ascens

##### Ruta normal

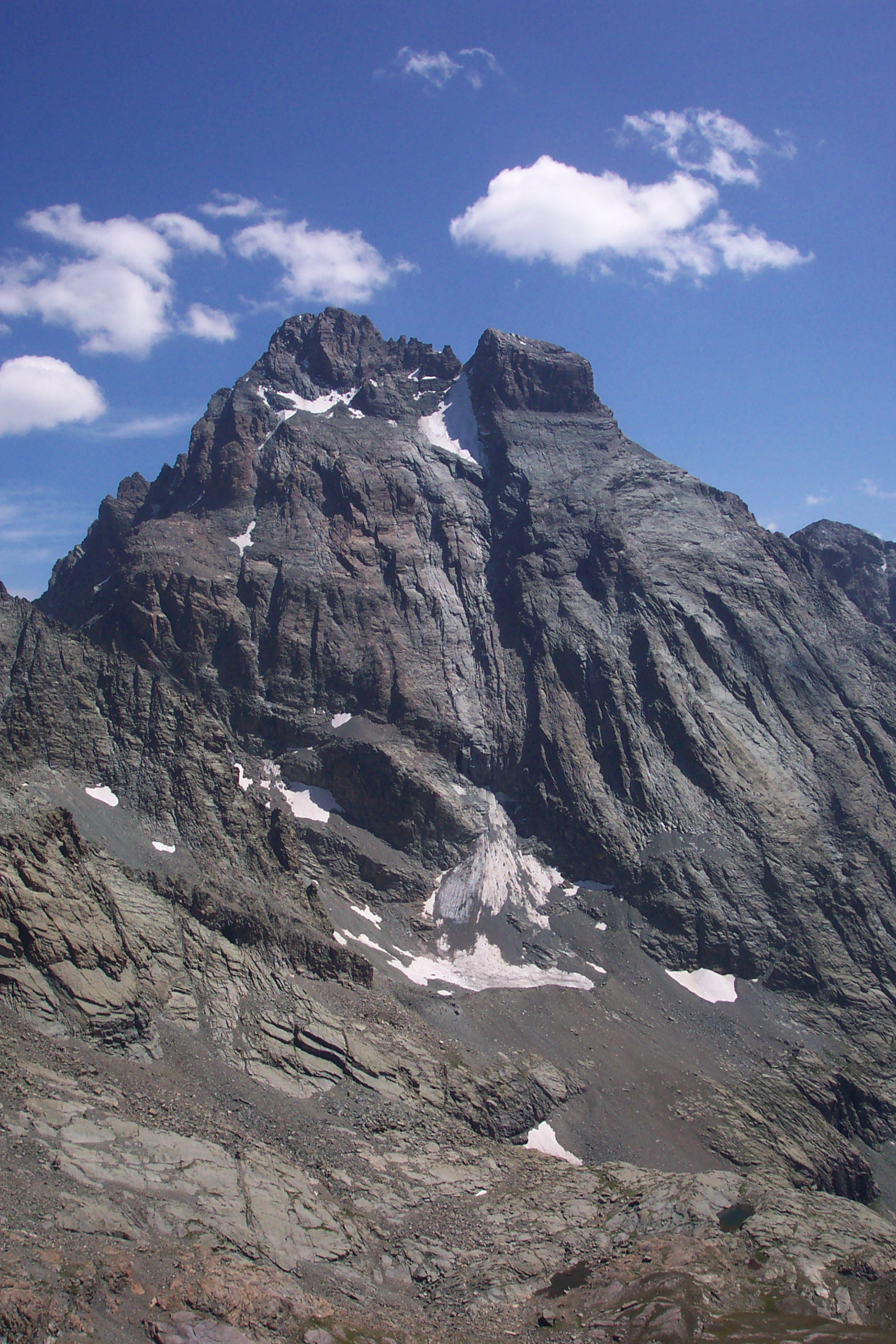
Cara oest del mont Viso, des del coll Vallante

La via normal d'ascens al mont Viso consisteix a pujar per la cara sud, una ruta sense grans dificultats tècniques, però molt exigent pel terreny i les moltes desescalades, i prou concorreguda en els mesos d'estiu.
Aquest vessant es classifica F (fàcil) o PD (poc difícil) segons la situació de la neu.
Cal arribar al refugi Quintino Sella (2.640 m)  des de Pian del Re (Piano della Regina). Tot seguit, cal donar la volta a la muntanya i creuar el Coll de Sagnettes (2.991 m) i dirigir-se'n cap a la cara sud. Des del Bivac de Lino Andreotti (3.225 m), la paret s'enfila amb facilitat, amb esglaons d'escalada que no superen els 3+. L'ascens complet de la via normal es fa en dos dies: s'aconsella dormir al refugi Quintino Sella el primer dia i eixir l'endemà a la matinada perquè la cursa es fa de dia. Tot l'ascens té 2.000 metres de desnivell, al qual cal afegir la baixada des del Coll de Sagnettes. L'arribada a la via normal es fa per la cara est.
Una altra eixida es pot fer des de Castello a 1.600 m pel Coll de l'Agnello durant 2 dies. A l'eixida del poble, ens dirigim cap al refugi de Vallanta i a 2.000 m d'altitud girem a la dreta cap al Bivac Boarelli (2.830 m) per la Vall Forciolline, molt escarpada, que s'uneix als estanys de Forciolline. Des del bivac s'enfila cap al Bivac Andreotti (3.200 m) enllaçant amb l'itinerari normal que ve del refugi Quintino Sella. En aquest bivac comença l'ascens al mont Viso.

##### Vessant est
Una segona possibilitat és pujar seguint el vessant de llevant. Aquesta ruta, però, comporta més dificultats que la ruta normal. Té una qualificació PD o AD-, segons el topos. Aquest ascens és una escalada.
Des del refugi Quintino Sella, cal vorejar el Gran llac de Viso i dirigir-se cap a l'oest fins al peu de la cara est. Aquesta ruta té passatges de segon i tercer grau o fins i tot de quart grau si no es fa la volta a la Torre de Sant Robert. Cal seguir un camí d'escalada directe fins als peus de la Torre.

##### Camí de Coolidge
Finalment, un recorregut totalment diferent, tant original com llarg, n'agafa la cara nord. El va recórrer per primera vegada William Augustus Coolidge. Cal creuar la Glacera i el Corredor Coolidge.

#### Tur del Viso
Des de fa molts anys, el costum s'ha estés entre els aficionats al tresc i al senderisme de recórrer el mont Viso a peu, ja siga amb bivac o pernoctant en refugis. És una manera agradable de descobrir aquesta muntanya, potenciada per la presència de molts llacs d'altitud.

#### Refugis

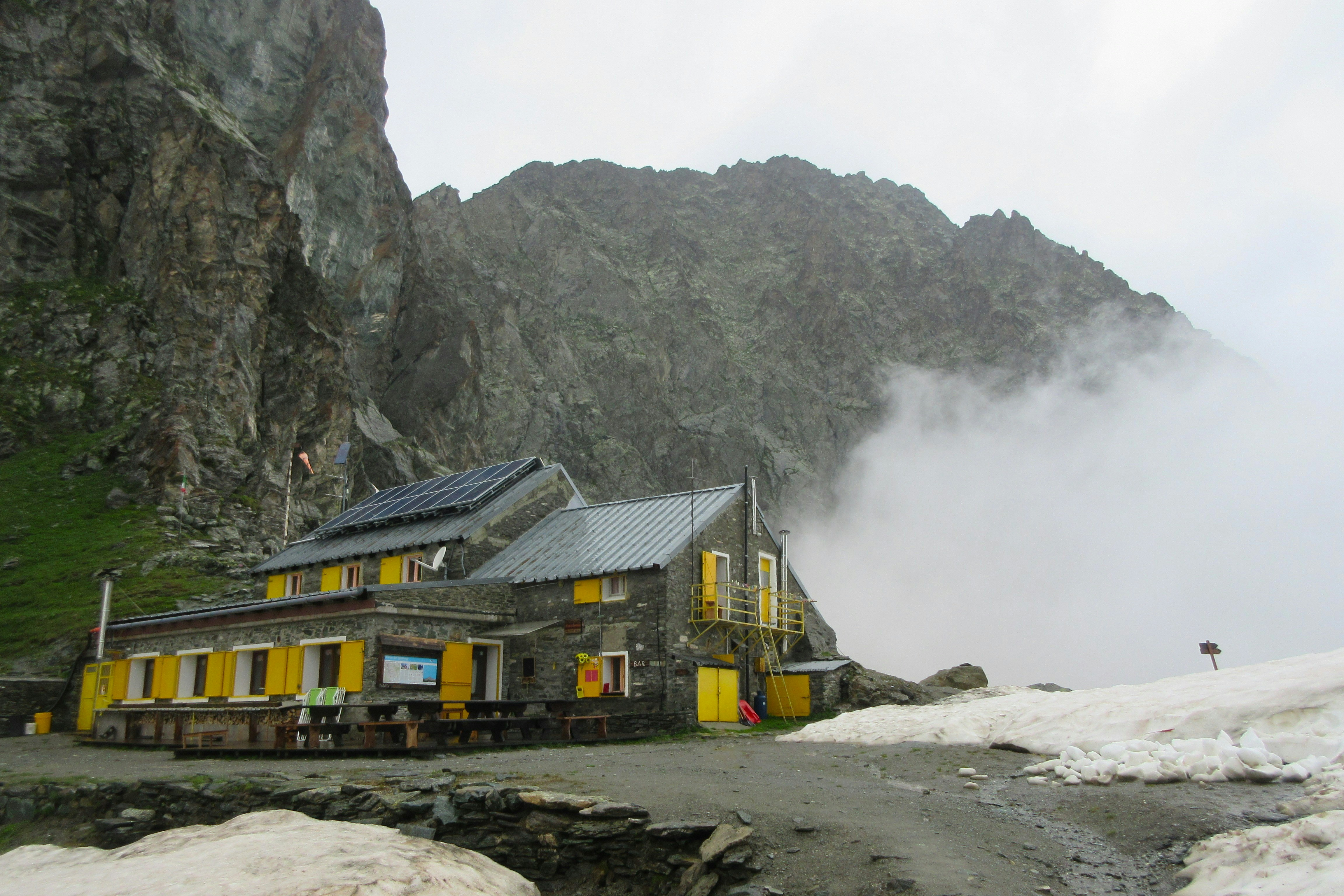
Refugi Vitale Giacoletti, als peus de Punta Udine i davant de Punta Venezia

Alguns refugis alpins als peus del mont Viso serveixen de base per a l'ascens o d'escala durant un recorregut pel Viso.

### Protecció del medi ambient
Plantilla:Infobox Réserve de biosphère
El Consell Internacional de Coordinació del programa Man and the Biosphere de la UNESCO, reunit a París del 27 al 30 de maig del 2013, va decidir integrar el mont Viso a la Xarxa mundial de reserves de la biosfera.  El juny del 2014, aquesta Reserva de la biosfera esdevingué transfronterera a cavall entre l'estat italià i el francés.

## En la literatura i l'art

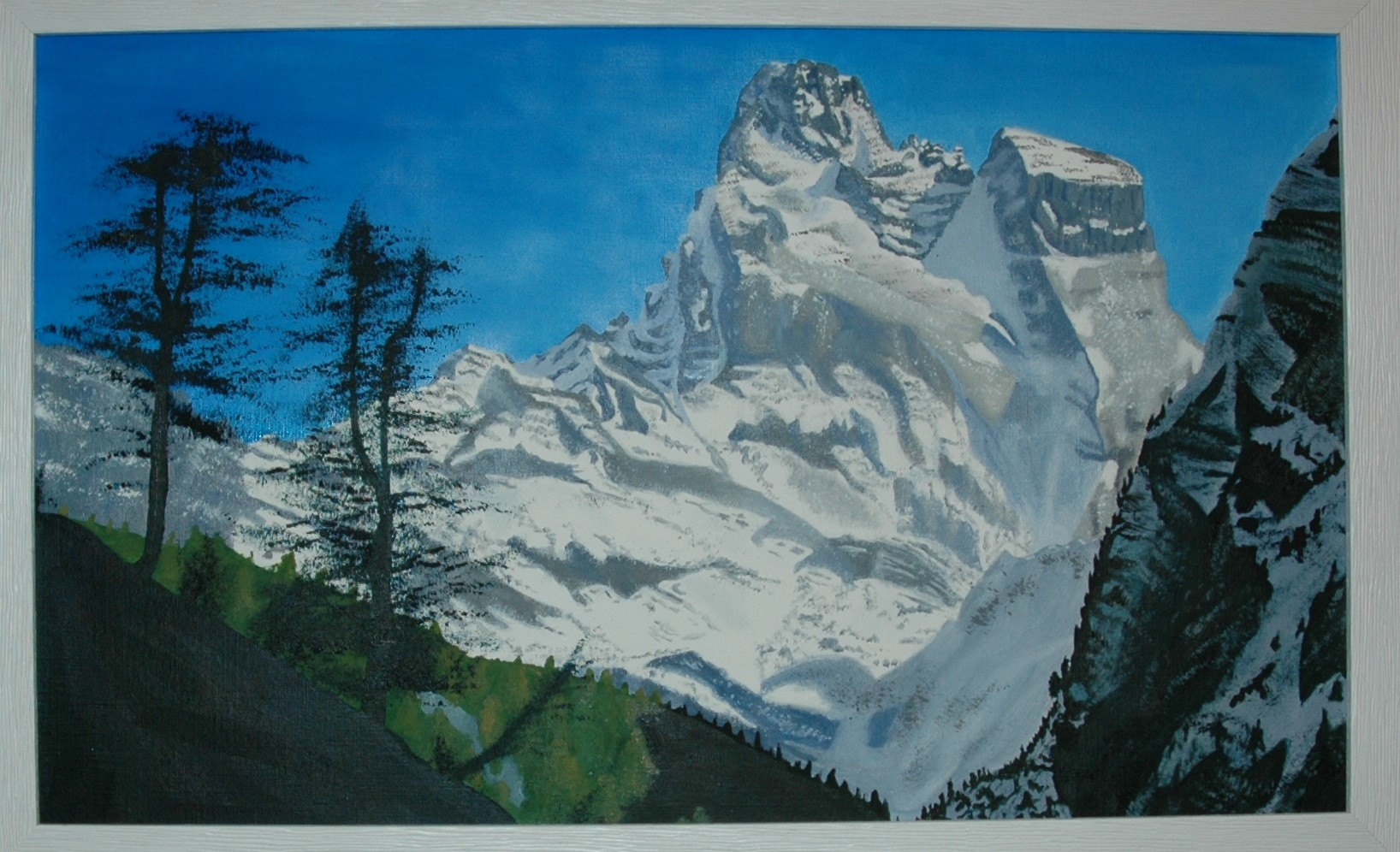
Oli sobre tela, vista des del gran mirador del mont Viso, a la Vall d'Abries

La silueta imposant del mont Viso, que dominava els cims veïns en 500 m mínim, no va deixar d'impressionar els escriptors. Virgili el descriu ja en el llibre X de l'Eneida, uns anys abans de la nostra era. Dante, el 1314, en els cants XVI (c. 95) de l'Infern i VI (50-51) del Paradís, va seguir els seus passos en la Divina Comèdia, i Petrarca feu igualment. La fama de la muntanya travessa els mars des del poeta anglés del segle XIV Geoffrey Chaucer, que l'esmenta en The Canterbury Tales.
Una dita popular en llengua piemontesa il·lustra la naturalesa imprevisible del clima de muntanya:
"Quand che Viso a l'ha'l capel, o ch'a fà brut o ch'a fà bel;ma se'l capel lo quata tut, o ch'a fà bel o ch'a fà brut."
"Quan el Viso té barret [el cim té núvols], o és dolent, o és bo [el temps]; però si el barret ho tapa tot [sencer], o és bonic, o és dolent."